# Sant Joan les Fonts
Sant Joan les Fonts è un comune spagnolo di 2 719 abitanti situato nella comunità autonoma della Catalogna.